# فوبوتی‌وی
فوبوتی‌وی (انگلیسی: FuboTV) شرکت رسانه‌ای آمریکایی است، که در سال ۲۰۱۵ تأسیس شد.